# Saxifraga serotina
Saxifraga serotina là một loài thực vật có hoa trong họ Saxifragaceae. Loài này được Sipliv. miêu tả khoa học đầu tiên năm 1977.